# Supercoppa delle Fær Øer 2007
L'edizione inaugurale della Supercoppa delle Fær Øer si è svolta il 7 marzo 2007 al Tórsvøllur di Tórshavn tra il B36 Tórshavn, vincitore della Formuladeildin 2006, e l'HB Tórshavn, vincitore della coppa nazionale.
Il B36 Tórshavn si è aggiudicato la vittoria del torneo.

## Tabellino
| Arbitro: | Reinert |

|                 |                      |               |
| Benjaminsen 10’ | Marcatori            | 10’ Jespersen |
|                 | Tiri di rigore 5 – 3 |               |